# Iran Khodro
Iran Khodro (en persan : ایران خودرو, Automobile d'Iran) est un constructeur automobile iranien, qui fournit des véhicules aussi bien sur le marché national qu'à l'export. Il domine son marché intérieur, devant Saipa et Karsan.

## Histoire

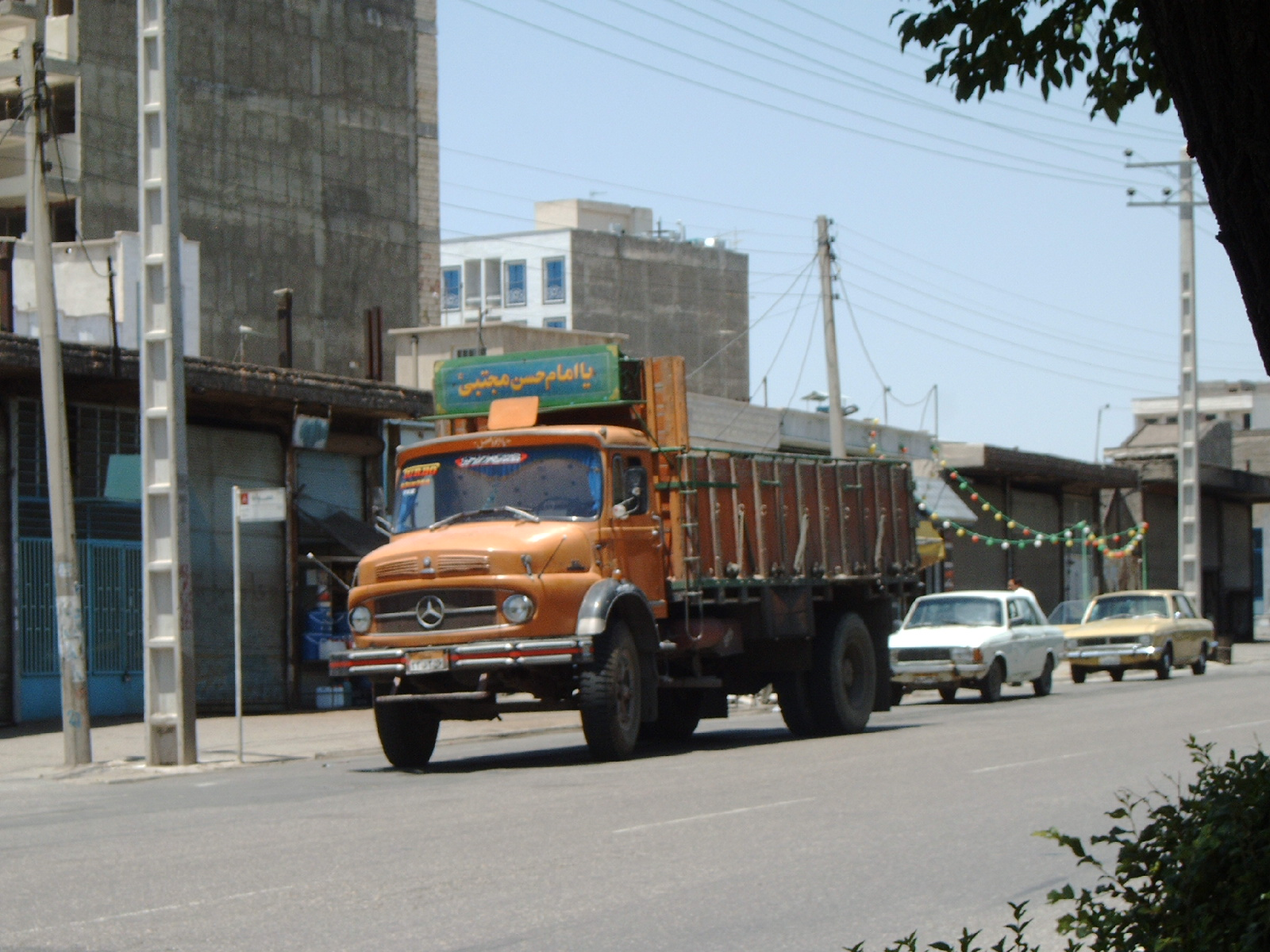
Camion Mercedes Iran Khodro.

Cette société a été fondée en 1962 par deux frères, Ali Akbar Khayami et Mahmoud Khayami, sous le nom d’Iran National, nom qu'elle devait conserver jusqu'à la révolution islamique en 1979. C'est une société publique.
Iran Khodro entretient des relations de longue date avec la société PSA Peugeot Citroën et procède à l'assemblage de nombreux modèles Peugeot sous licence de cette société française. Elle assemble également des camions et des autobus sous licence Mercedes-Benz.
Pendant plus de trois décennies, la société a produit la voiture iranienne par excellence, la Peykan. Cette production a été arrêtée en 2005.
Le groupe industriel Iran Khodro se considère comme le plus grand constructeur automobile du Moyen-Orient et d'Afrique du Nord, avec une production annuelle d'environ 1 000 000 de véhicules, voitures, autocars, autobus, camions et utilitaires confondus. Ce chiffre place la société parmi les vingt premiers constructeurs automobiles au monde.
En 2010, la société affiche un nouveau record de production avec 755 555 véhicules qui sortent de ses usines.
En septembre 2013, Hashem Yekkeh Zare est nommé CEO et succède à Javad Najmeddin.

### Production

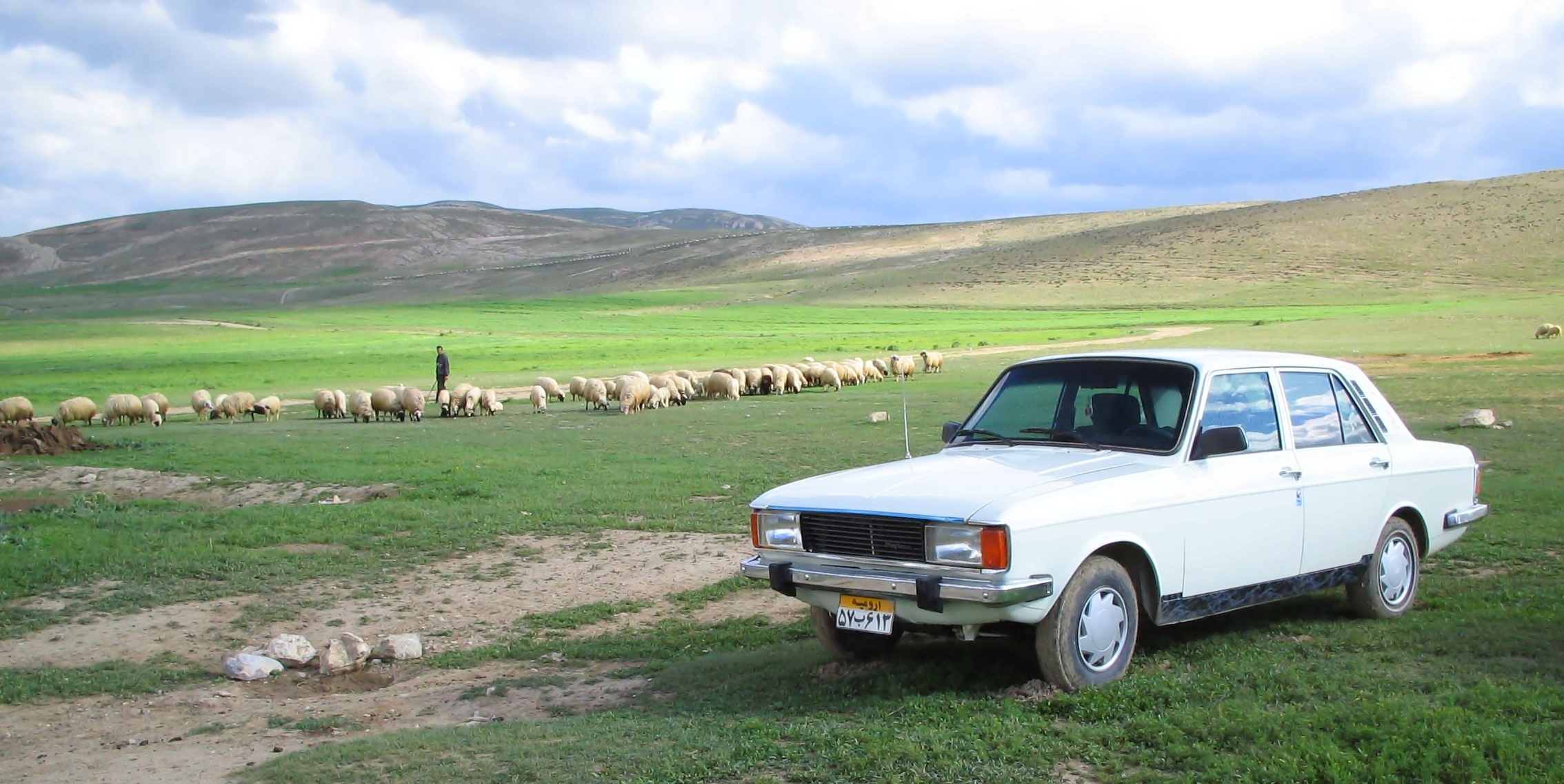
Une Peykan en Azerbaïdjan.

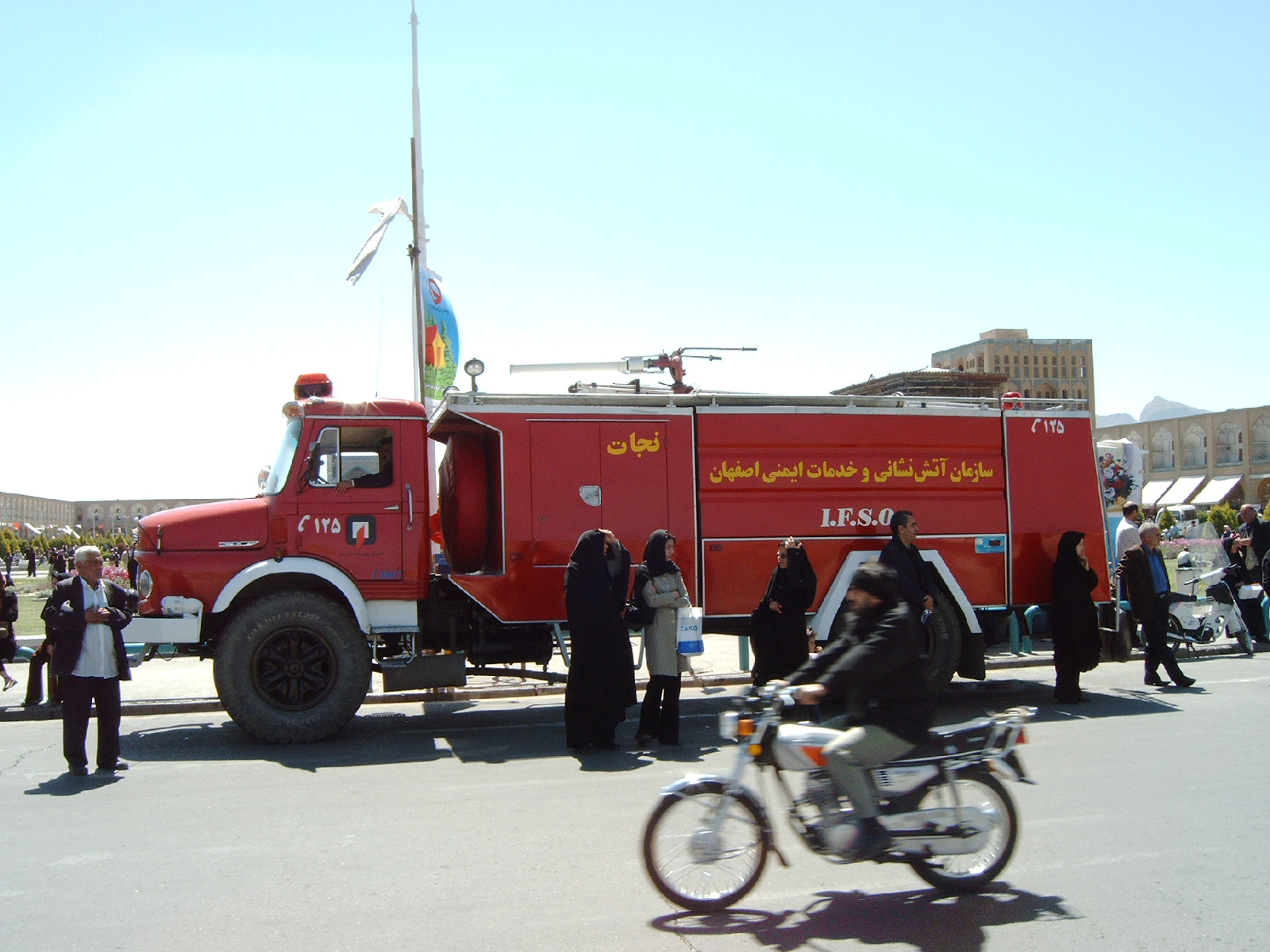
Camion de pompiers Iran Khodro.

- Peykan, copie conforme de la Hillman Hunter, modèle produit à partir de 1967, la Peykan est devenu le symbole de l'industrie automobile iranienne. Sa production a cessé en 2005, et Iran Khodro a lancé la Samand pour lui succéder et donner un nouveau visage à l'automobile locale.

- Samand, modèle tricorps sur une base de Peugeot 405 (2002)
  - Sarir, version allongée de la Samand (2006)
  - Soren, évolution de la Samand (2007)
  - Dena, évolution de la Samand (2012)

- Peugeot Pars, Peugeot 405 restylée (calandre et feux arrière) spécialement pour le marché iranien (1999).

Une version limousine, nommée Pars 2000, existe également. Cette voiture a été mise en avant lors de la réunion de l'Organisation de la Conférence Islamique en 1999 à Téhéran, servant à accueillir les dirigeants internationaux, en remplacement des Mercedes officielles puisque l'Iran était alors en froid diplomatique avec l'Allemagne.
- Peugeot 206 et Peugeot 206 Sedan (tricorps)

La 206 poursuit sa carrière dans les pays en voie de développement, notamment en Iran où elle a été introduite en 2001. Une version tricorps, nommée 206 Sedan, a été développée entre Iran Khodro et Peugeot et lancée en janvier 2006.
- Runna, modèle tricorps sur une base de Peugeot 206 Sedan (2009).

À partir de 2012, PSA ne fournit plus de pièces détachées à Iran Khodro pour l'assemblage des véhicules Peugeot, mais le constructeur iranien continue la production, avec des pièces de contrefaçon importées de Chine à la place de celles venant de France. Selon les statistiques iraniennes, 59 300 Peugeot 405 et 27 800 Peugeot 206 y ont été immatriculées en 2013. La production de la 405 était intégrée localement à 100 % en 2011, contre 60 à 80 % pour la 206 (selon les versions).
- Arisun, Peugeot 405 pick-up (2015)

En 2014, Iran Khodro exporte sa production vers la Russie,. Cette exportation redevient une priorité en 2022,,.

## Partenariats

### GAZ
Depuis 2006, Iran Khodro produit pour le constructeur russe les minibus et utilitaires GAZelle-Sobol à destination du marché iranien. L'objectif est de 12 000 unités par an et 50 % de parts de marché.

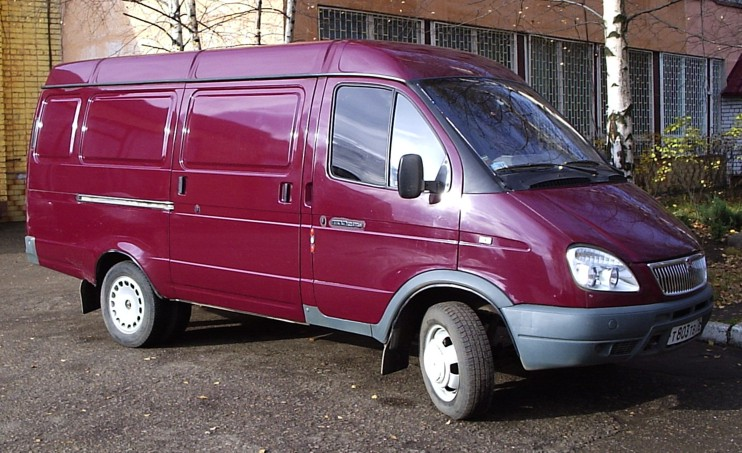
Le van GAZelle, du russe GAZ, produit en Iran par Iran Khodro.

### Mercedes-Benz(groupeDaimler AG)
Production du modèle E350.
Coopération avec la filiale poids lourds du groupe iranien, Iran Khodro Diesel, pour l'assemblage de camions depuis 1963.

### Peugeot(groupePSA)
Iran Khodro produit la Peugeot 405 depuis 1990 et la Pars (modèle restylé de la 405) depuis 1999, également déclinée en limousine et pick-up.
Depuis mars 2001, Iran Khodro assemble des Peugeot 206, avec l'objectif d'exporter vers les pays voisins mais également en Europe de l'Est.
En mars 2004, un nouveau tournant est pris entre les deux sociétés. PSA s'engage à introduire la Peugeot 307, à restyler la 206 et à en développer une version tricorps.
Ce partenariat consiste en l'importation de pièces détachées puis à l'assemblage local de modèles Peugeot. En 2004, ce furent 281 000 véhicules Peugeot qui ont été produits, pour un marché de 780 700 unités.
En 2016, quatre ans après le retrait de PSA, un nouvel accord est signé afin de produire trois modèles, la Peugeot 2008 à partir de mars 2017, la Peugeot 301 avant l'été 2018 et la Peugeot 208, fin 2018.

### Renault(groupeRenault-Nissan)
Iran Khodro produit et commercialise depuis 2007, en association avec son compatriote Saipa, la Renault Tondar 90, plus connue sous le nom de Logan. La capacité de production est de 150 000 unités par an (idem pour Saipa). À partir de fin 2015, la Renault Sandero est également produite.
Le cadre de ce partenariat est Renault Pars, détenu à 51 % par Renault et à 49 % par le consortium AIDCO, réunissant Iran Khodro et Saipa ainsi que l'Industrial Development and Renovation Organization.

## Expansion
Après avoir longtemps destiné sa production au marché iranien, Iran Khodro s'est lancé ces dernières années dans une véritable politique d'expansion mondiale, notamment à destination des pays développés, avec des objectifs d'assemblage modestes. C'est ainsi qu'on retrouve le constructeur iranien au salon automobile d'Addis-Abeba par exemple.
Actuellement ces plans sont à l'état de projets ou en cours de réalisation, dont certains doivent être confirmés et concrétisés.
Iran Khodro ambitionne d'exporter 100 000 véhicules début 2008.

### Implantations industrielles

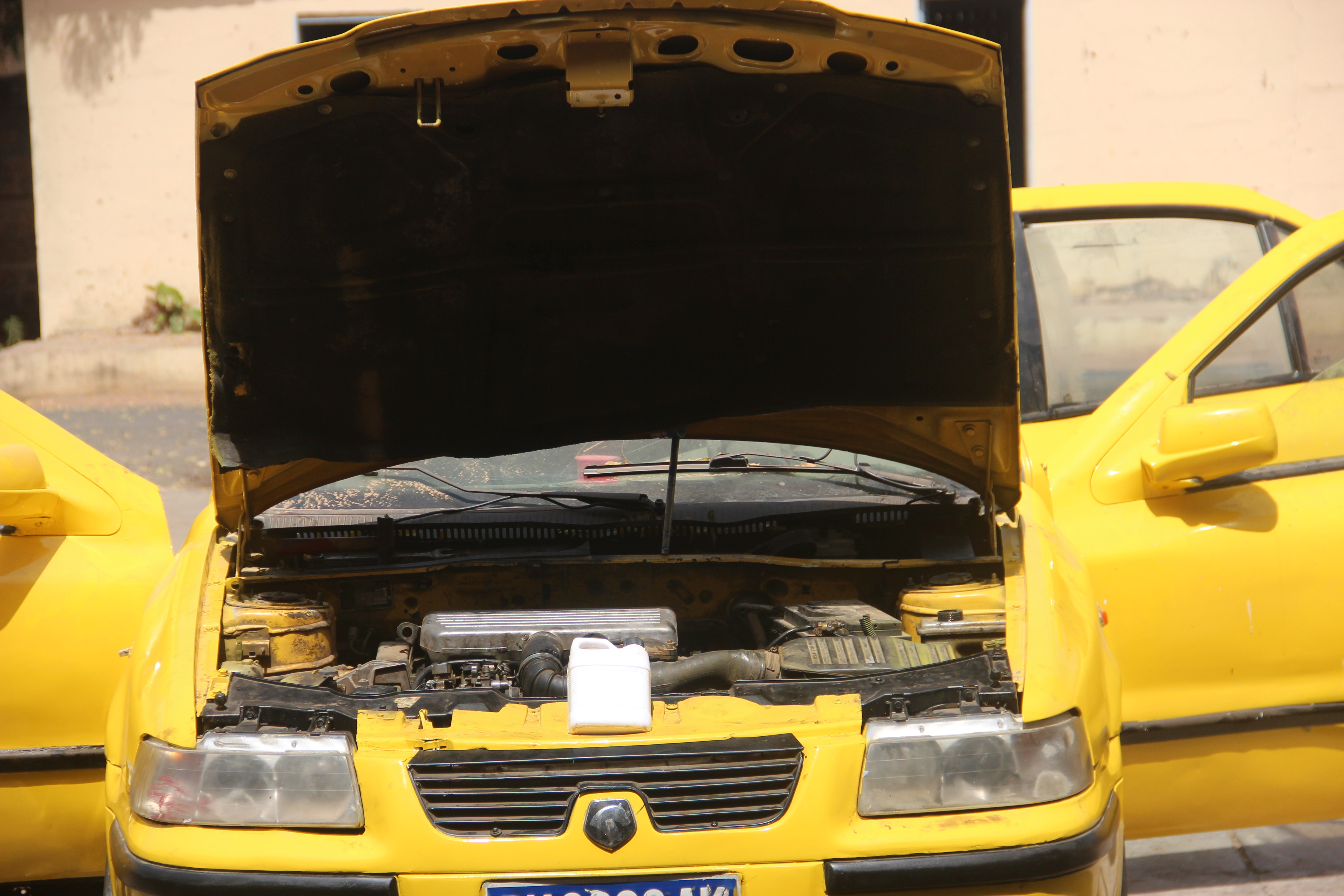
Un taxi SenIran en réparation à Thiès, au Sénégal

Les difficiles relations entre l'Iran et les États-Unis ont contribué à rapprocher l'Iran et le Venezuela tant politiquement qu'économiquement. Ainsi Iran Khodro a annoncé en septembre 2006 la production au Venezuela de 10 000 berlines Samand avec l'appellation TURPIAL.
Il en est de même pour la Biélorussie avec 6 000 Samand par an (objectif à terme : 30 000), ainsi que la Syrie où les usines sont entrées en production, et pour le Soudan où une ligne de montage pour 20 000 Samand va être implantée. Ces deux derniers pays n'ont pas d'industrie automobile, nationale ou étrangère.
En novembre 2006, Iran Khodro annonce qu'elle va implanter une unité de production de la Samand dans la ville de Thiès, au Sénégal. La co-entreprise, SenIran Auto, est détenue à 60 % par le constructeur iranien et à 40 % par des investisseurs sénégalais dont 20 % pour le gouvernement de Dakar. L'usine devrait entrer en production début 2008 pour une capacité annuelle de 5 000 véhicules puis 10 000. Iran Khodro, grâce à un prix compétitif, souhaite ainsi satisfaire le marché local des taxis dont les véhicules sont souvent à bout de souffle.

### Site de production
Le site de production principale d'Iran Khodro se situe au sud-ouest de Téhéran. Ce site est tellement grand qu'il constitue à lui seul un des quartiers de Téhéran. Un nouveau site de montage est en cours de réalisation en Algérie avec un partenaire local FAMOVAL, ce dernier est destiné au montage des véhicules touristiques.

### Implantations commerciales
En février 2007, Iran Khodro annonce son intention d'exporter la Samand en Ouzbékistan, principal marché d'Asie centrale.
La société dispose de distributeurs en :
- Europe :
  - Bulgarie
  - Biélorussie
  - Bosnie-Herzégovine
  - Russie
  - Ukraine
  - Suisse

- Afrique :
  - Algérie
  - Égypte
  - Ghana
  - Mali
  - Maroc
  - Sénégal

- Asie
  - Afghanistan
  - Arabie saoudite
  - Arménie
  - Azerbaïdjan
  - Bangladesh
  - Émirats arabes unis
  - Irak
  - Jordanie
  - Kazakhstan
  - Liban
  - Syrie
  - Tadjikistan
  - Turkménistan
  - Turquie
  - Ouzbékistan
  - Vietnam

- Amérique du Sud
  - Venezuela